# Anopsicus definitus
Anopsicus definitus is een spinnensoort uit de familie trilspinnen (Pholcidae). De soort komt voor in Honduras. 